# エイミー・ソーヤー

エイミー・ソーヤー（Amy Sawyer、1863年 - 1945年10月1日）は、イギリスの画家、イラストレーター、劇作家である。アーツ・アンド・クラフツ運動時代のイラストレーターである。イングランド南部のイースト・サセックス州西部のディッチリングで後半生の大半を過ごした。

## 略歴
ウェスト・サセックス州のイースト・グリンステッドで生まれた。生地屋兼食料品店の家の7人兄弟の長女で、妹に木彫家になったメイベル・エレン・ヤング（Mabel Ellen Young: 1875–1957）がいる。1885年にハートフォードシャー州ブッシーに移り、ドイツ生まれの画家フーベルト・フォン・ヘルコマーが設立した美術学校で学んだ。
定期刊行物「Black & White」や「イラストレイテッド・ロンドン・ニュース」に掲載された。ロンドンの出版社Raphael Tuck & Sons から贈答用の豪華本（Gift book）の挿絵も描いた。1895年に出版されたヘンリー・ライダー・ハガードの古代マヤの失われた都市を舞台にしたファンタジー小説『Heart of the World』の挿絵も描いた。

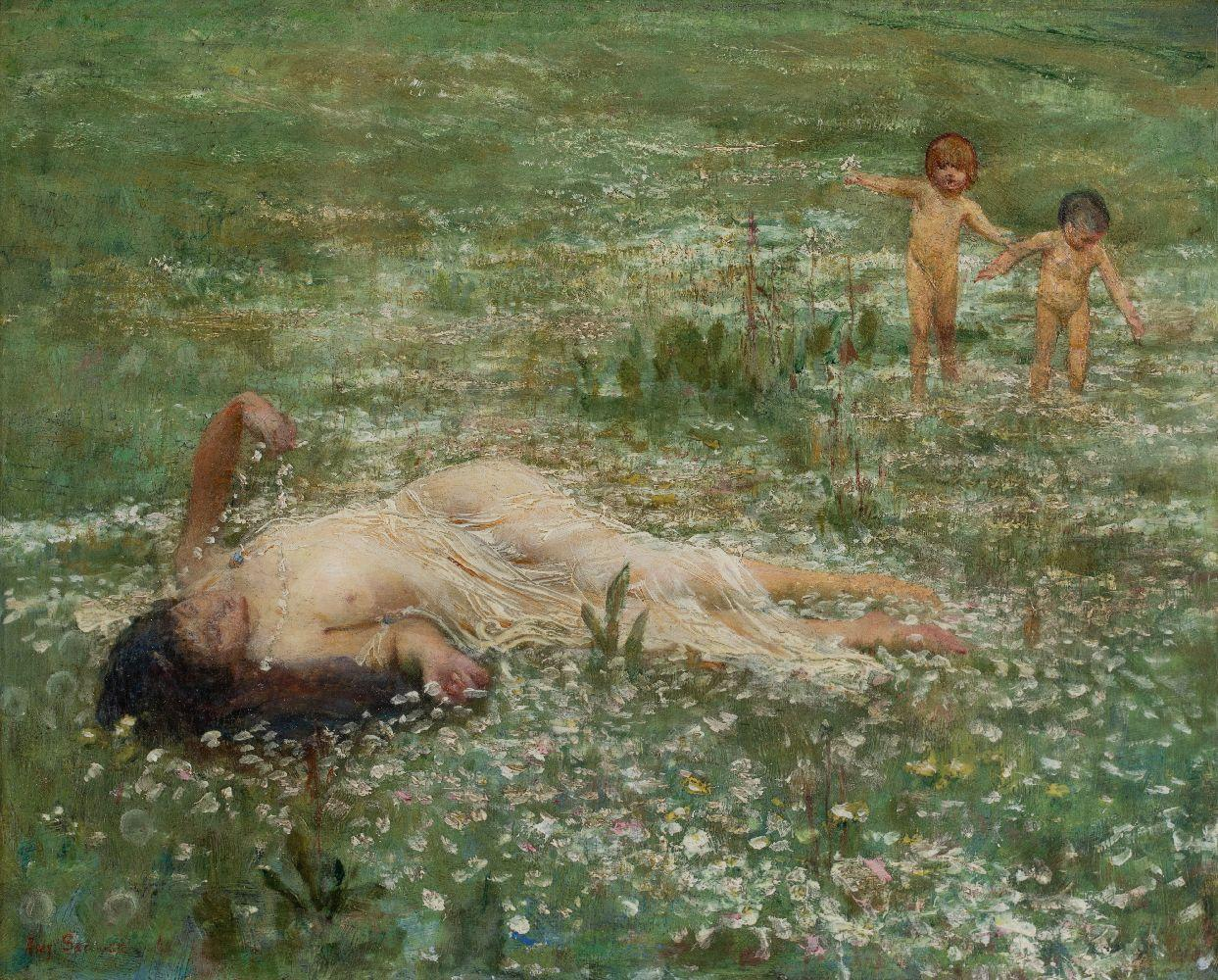
エイミー・ソーヤー作「ヒナギクの咲く谷奥で」(1908)

画家としては1887年から1909年の間に16回、ロイヤル・アカデミー・オブ・アーツの展覧会に出展した。1907年にパリのサロンに神話を題材にした作品を出展した。1905年に、「The Seasons」という画集を出版した。 
鉛中毒で右手が使えなくなり、1913年頃に画家の仕事を断念し、その後は劇作家として働き、1921年に最初の作品「Love Is Blind」が上演された。劇でも伝承や神話を題材にした。サセックスの方言で上演された。1934年にソーヤーの24編の劇は、「Sussex Village Plays and Others」に収録された。
1945年にディッチリングで亡くなった。